# لاول گیلمور
لاول گیلمور (انگلیسی: Lowell Gilmore؛ ۲۰ دسامبر ۱۹۰۶ – ۳۱ ژانویهٔ ۱۹۶۰) یک هنرپیشه اهل ایالات متحده آمریکا بود.
از فیلم‌ها یا برنامه‌های تلویزیونی که وی در آن نقش داشته است می‌توان به باغ اسرارآمیز، معادن شاه سلیمان اشاره کرد.